# Funda de Davi

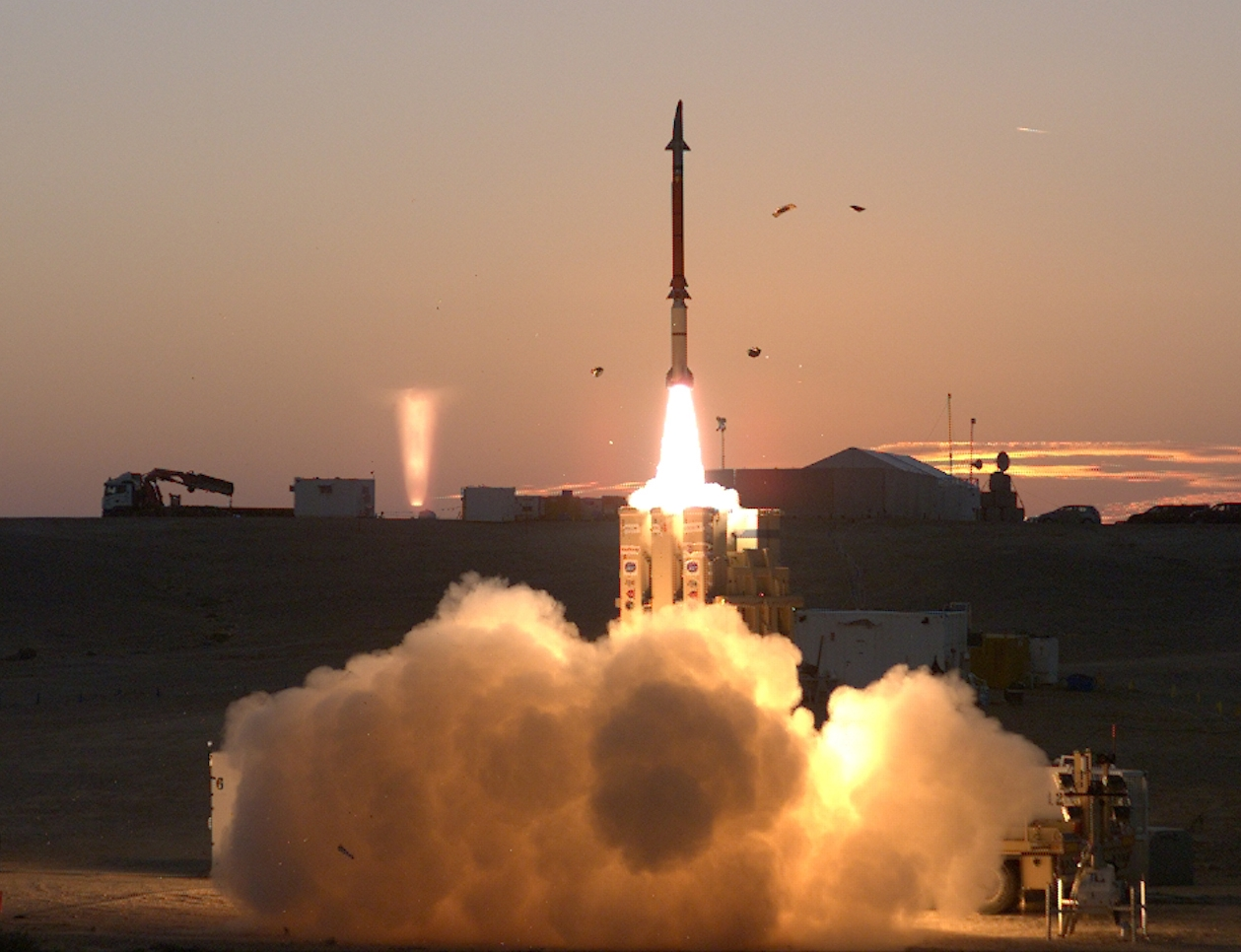
Lançamento do míssil Stunner do sistema de armas Estilingue de Davi durante o teste final

Estilingue de Davi ou Funda de Davi (em hebraico:  קלע דוד) é um sistema militar das Forças de Defesa de Israel desenvolvido em conjunto pela empresa de defesa israelense Rafael Advanced Defense Systems e pela empresa de defesa estadunidense Raytheon, e tornou-se operacional em 2017. Ele é projetado para interceptar aviões inimigos, drones, mísseis balísticos táticos, foguetes de médio e longo alcance e mísseis de cruzeiro, disparados em alcances de 40 a 300 quilômetros. O Estilingue de Davi pretende substituir o MIM-23 Hawk e o MIM-104 Patriot no arsenal israelense.
O míssil Stunner do sistema foi projetado para interceptar a mais nova geração de mísseis balísticos táticos em baixa altitude, como o russo Iskander e o chinês DF-15, usando buscadores duplos CCD/IR a bordo para distinguir entre iscas e a ogiva real do míssil. O interceptador de vários estágios consiste em um propulsor de motor de foguete de combustível sólido, seguido por um veículo de destruição assimétrico com direção avançada para supermanobrabilidade durante o estágio de destruição. Um motor de três pulsos fornece aceleração e manobrabilidade adicionais durante a fase terminal. O Estilingue de Davi tornou-se operacional em abril de 2017.
O Estilingue de Davi deveria reforçar o segundo nível do sistema de defesa antimísseis de Israel. O nome Estilingue de Davi vem da história bíblica de Davi e Golias. Ele forma um nível do futuro sistema de defesa antimísseis de vários níveis de Israel, que também inclui Arrow 2, Arrow 3, Cúpula de Ferro e Feixe de Ferro.